# Рубльов Андрій Андрійович
Андрій Андрійович Рубльов (рос. Андрей Андреевич Рублёв) — російський професійний тенісист. 
На юніорському рівні Рубльов виграв  змагання хлопців в одиночному розряді на Відкритому чемпіонаті Франції 2014 року. На Юнацькій олімпіаді 2014 року в Нанкіні він здобув дві медалі — бронзову в одиночному розряді й срібло у парному. 
Свій перший дорослий титул Рубльов виграв на Croatia Open 2017, куди потрапив як щасливий лузер. У тому ж 2017 році кваліфікувався на Фінал Наступного Покоління ATP, де у фіналі поступився корейцю Чону Хьону.
Перший парний титул Рубльов виграв у 2015 році в Кубку Кремля разом із Дмитром Турсуновим.

## Фінали турнірів ATP

### Одиночний розряд: 28 (17 титулів, 11 поразок)
| Легенда                      |
| ---------------------------- |
| Турніри Великого шлему (0–0) |
| Фінал ATP (0–0)              |
| Тур ATP Мастерс 1000 (2–4)   |
| Тур ATP 500 (6–5)            |
| Тур ATP 250 (9–2)            |

| Фінали за покриттям |
| ------------------- |
| Тверде (11–5)       |
| Ґрунт (6–4)         |
| Трава (0–2)         |

| Фінали за типом корту  |
| ---------------------- |
| Відкритий корт (11–11) |
| Закритий корт (6–0)    |

| Результат | В-П   | Дата     | Турнір                                          | Категорія    | Покриття   | Опонент              | Рахунок             |
| --------- | ----- | -------- | ----------------------------------------------- | ------------ | ---------- | -------------------- | ------------------- |
| Перемога  | 1–0   | Лип 2017 | Відкритий чемпіонат Хорватії з тенісу, Хорватія | ATP 250      | Ґрунт      | Паоло Лоренці        | 6–4, 6–2            |
| Поразка   | 1–1   | Січ 2018 | Qatar ExxonMobil Open, Катар                    | ATP 250      | Тверде     | Гаель Монфіс         | 2–6, 3–6            |
| Поразка   | 1–2   | Лип 2019 | Hamburg European Open, Німеччина                | ATP 500      | Ґрунт      | Ніколоз Басілашвілі  | 5–7, 6–4, 3–6       |
| Перемога  | 2–2   | Жов 2019 | Кубок Кремля, Росія                             | ATP 250      | Тверде (i) | Адріан Маннаріно     | 6–4, 6–0            |
| Перемога  | 3–2   | Січ 2020 | Катар Open, Катар                               | ATP 250      | Тверде     | Корентен Муте        | 6–2, 7–6(7–3)       |
| Перемога  | 4–2   | Січ 2020 | Adelaide International, Австралія               | ATP 250      | Тверде     | Ллойд Гарріс         | 6–3, 6–0            |
| Перемога  | 5–2   | Вер 2020 | Hamburg European Open, Німеччина                | ATP 500      | Ґрунт      | Стефанос Ціціпас     | 6–4, 3–6, 7–5       |
| Перемога  | 6–2   | Жов 2020 | St. Petersburg Open, Росія                      | ATP 500      | Тверде (i) | Борна Чорич          | 7–6(7–5), 6–4       |
| Перемога  | 7–2   | Жов 2020 | Vienna Open, Австрія                            | ATP 500      | Тверде (i) | Лоренцо Сонего       | 6–4, 6–4            |
| Перемога  | 8–2   | Бер 2021 | Rotterdam Open, Нідерланди                      | ATP 500      | Тверде (i) | Мартон Фучович       | 7–6(7–4), 6–4       |
| Поразка   | 8–3   | Кві 2021 | Мастерс Монте-Карло, Франція                    | Masters 1000 | Ґрунт      | Стефанос Ціціпас     | 3–6, 3–6            |
| Поразка   | 8–4   | Чер 2021 | Halle Open, Німеччина                           | ATP 500      | Трава      | Юго Енбер            | 3–6, 6–7(4–7)       |
| Поразка   | 8–5   | Сер 2021 | Мастерс Цинциннаті, США                         | Masters 1000 | Тверде     | Александр Зверєв     | 2–6, 3–6            |
| Перемога  | 9–5   | Лют 2022 | Open 13, Франція                                | ATP 250      | Тверде (i) | Фелікс Оже-Аліассім  | 7–5, 7–6(7–4)       |
| Перемога  | 10–5  | Лют 2022 | Dubai Tennis Championships, UAE                 | ATP 500      | Тверде     | Їржі Веселий         | 6–3, 6–4            |
| Перемога  | 11–5  | Кві 2022 | Serbia Open, Сербія                             | ATP 250      | Ґрунт      | Новак Джокович       | 6–2, 6–7(4–7), 6–0  |
| Перемога  | 12–5  | Жов 2022 | Gijón Open, Іспанія                             | ATP 250      | Тверде (i) | Себастьян Корда      | 6–2, 6–3            |
| Поразка   | 12–6  | Лют 2023 | Dubai Tennis Championships, UAE                 | ATP 500      | Тверде     | Данило Медведєв      | 2–6, 2–6            |
| Перемога  | 13–6  | Кві 2023 | Monte-Carlo Masters, Франція                    | Masters 1000 | Ґрунт      | Гольгер Руне         | 5–7, 6–2, 7–5       |
| Поразка   | 13–7  | Кві 2023 | Banja Luka Open, Боснія і Герцеговина           | ATP 250      | Ґрунт      | Душан Лайович        | 3–6, 6–4, 4–6       |
| Поразка   | 13–8  | Чер 2023 | Halle Open, Німеччина                           | ATP 500      | Трава      | Олександр Бублик     | 3–6, 6–3, 3–6       |
| Перемога  | 14–8  | Лип 2023 | Swedish Open, Швеція                            | ATP 250      | Ґрунт      | Каспер Рууд          | 7–6(7–3), 6–0       |
| Поразка   | 14–9  | Жов 2023 | Мастерс Шанхай, КНР                             | Masters 1000 | Тверде     | Губерт Гуркач        | 3–6, 6–3, 6–7(8–10) |
| Перемога  | 15–9  | Січ 2024 | Hong Kong Tennis Open, КНР SAR                  | ATP 250      | Тверде     | Еміль Русувуорі      | 6–4, 6–4            |
| Перемога  | 16–9  | Тра 2024 | Мастерс Мадрид, Іспанія                         | Masters 1000 | Ґрунт      | Фелікс Оже-Альяссіме | 4–6, 7–5, 7–5       |
| Поразка   | 16–10 | Сер 2024 | Мастерс Канада, Канада                          | Masters 1000 | Тверде     | Олексій Попирин      | 2–6, 4–6            |
| Перемога  | 17–10 | Лют 2025 | Катар Open, Катар (2)                           | ATP 500      | Тверде     | Джек Дрейпер         | 7–5, 5–7, 6–1       |
| Поразка   | 17–11 | Тра 2025 | Hamburg Open, Німеччина                         | ATP 500      | Ґрунт      | Флавіо Коболлі       | 2–6, 4–6            |

### Парний розряд: 8 (4 титули, 4 поразки)
| Легенда                |
| ---------------------- |
| Grand Slam (0–0)       |
| ATP Фінали (0–0)       |
| ATP Masters 1000 (1–3) |
| ATP 500 (0–0)          |
| ATP 250 (3–1)          |

| Фінали за покриттям |
| ------------------- |
| Тверде (3–4)        |
| Ґрунт (1–0)         |
| Трава (0–0)         |

| Фінали за типом корту |
| --------------------- |
| Відкритий корт (2–3)  |
| Закритий корт (2–1)   |

| Результат | В-П | Дата     | Турнір                                  | Категорія    | Покриття   | Партнер         | Опоненти                           | Рахунок               |
| --------- | --- | -------- | --------------------------------------- | ------------ | ---------- | --------------- | ---------------------------------- | --------------------- |
| Перемога  | 1–0 | Жов 2015 | Кубок Кремля, Росія                     | ATP 250      | Тверде (i) | Дмитро Турсунов | Раду Албот Франтішек Чермак        | 2–6, 6–1, [10–6]      |
| Поразка   | 1–1 | Бер 2018 | Відкритий чемпіонат Маямі з тенісу, США | Masters 1000 | Тверде     | Карен Хачанов   | Боб Браян Майк Браян               | 6–4, 6–7(5–7), [4–10] |
| Поразка   | 1–2 | Лис 2019 | Мастерс Париж, Франція                  | Masters 1000 | Тверде (i) | Карен Хачанов   | П'єр-Юг Ербер Ніколя Маю           | 4–6, 1–6              |
| Перемога  | 2–2 | Бер 2021 | Qatar ExxonMobil Open, Катар            | ATP 250      | Тверде     | Аслан Карацев   | Маркус Даніелл Філіпп Освальд      | 7–5, 6–4              |
| Поразка   | 2–3 | Жов 2021 | Indian Wells Open, США                  | Masters 1000 | Тверде     | Аслан Карацев   | Джон Пірс (тенісист) Філіп Полашек | 3–6, 6–7(5–7)         |
| Перемога  | 3–3 | Лют 2022 | Open 13, Франція                        | ATP 250      | Тверде (i) | Денис Молчанов  | Равен Класен Бен Маклахлан         | 4–6, 7–5, [10–7]      |
| Перемога  | 4–3 | Тра 2023 | Мастерс Мадрид, Іспанія                 | Masters 1000 | Ґрунт      | Карен Хачанов   | Роган Бопанна Меттью Ебден         | 6–3, 3–6, [10–3]      |
| Поразка   | 4–4 | Січ 2025 | Hong Kong Tennis Open, Гонконг          | ATP 250      | Тверде     | Карен Хачанов   | Сандер Арендс Люк Джонсон          | 5–7, 6–4, [7–10]      |

## Виноски
1. ↑   Програв у кваліфікаційному турнірі, але отримав путівку в основну сітку завдяки жеребу.

## Зовнішні посилання
- Досьє на сайті ATP

| Тенісист | Це незавершена стаття про тенісиста чи тенісистку. Ви можете допомогти проєкту, виправивши або дописавши її. |